# Santander (Colombie)
Pour les articles homonymes, voir Santander.
Le Departamento de Santander est l'un des 32 départements de Colombie, situé dans le nord-est du pays dans la région andine. Sa capitale est Bucaramanga. Il est bordé au nord par les départements de Norte de Santander, Cesar et Bolívar, à l'ouest par Antioquia et au sud par Boyacá.
Il a reçu son nom en l'honneur du héros de l'indépendance de la Nouvelle Grenade Francisco de Paula Santander. En 2004, le 13 mai a été institutionnalisé comme Dia de la Santandereanidad ((es) : Jour de la Santanderanité) en souvenir de la loi du 13 mai 1857, qui créa l'État de Santander.
Le Santander se trouve dans le secteur nord-est des Andes colombiennes. Il compte 87 municipalités qui se regroupent dans six provinces réorganisées récemment en huit noyaux de développement provincial : Area Metropolitana avec la capitale Bucaramanga, Comuneros avec sa capitale à Socorro, Garcia Rovira avec sa capitale à Málaga, Guanentá avec sa capitale à San Gil, Mares avec sa capitale à Barrancabermeja, Soto Norte avec sa capitale à Matanza et Vélez avec sa capitale à Vélez.

## Histoire
Quand les conquistadors espagnols arrivent la région, elle était occupée par quelques peuples, parmi eux, la plus notables est celle des Guanes. La ville la plus ancienne du Santander est Chipatá, fondée en 1537 par Gonzalo Jiménez de Quesada, c'est à Chipatá que fut célébrée la première messe du haut plateau colombien.
L'histoire du Santander est marquée par la Révolte des Comuneros en 1781, qui annonce les mouvements menant à l'indépendance de la Colombie.

Le président Mariano Ospina Rodríguez a promulgué, le 13 mai 1857, la loi approuvée dans le Congrès de la Nouvelle Grenade pour créer l'État fédéral du Santander avec le territoire juridictionnel que jusqu'alors avaient eu les provinces de Pamplona et Socorro. Le 15 juin suivant, ce président a promulgué une autre loi qui a créé cinq autres États fédéraux. À cette époque, le cantón de Vélez et le district d'Ocaña ont été réunis au territoire de l'État du Santander. En 1862 Santander a été transformé en État souverain et en 1886 en département, ce qu'iol est toujours à ce jour. Sa première capitale a été Bucaramanga, par disposition de l'Assemblée constituante réunie en 1857, mais, en 1862, une autre assemblée a déplacé la capitale à Socorro. Cependant, dès 1886, Bucaramanga redevient la capitale du Département de Santander.
Depuis le 20 juillet 1910, les provinces de Pamplona, Cúcuta et Ocaña ont intégré le Département de Norte de Santander, dont la capitale est Cúcuta. L'actuel Département du Santander conserve les juridictions anciennes provinciales de Vélez, Socorro, San Gil, Garcia Rovira et Soto. La province de Barrancabermeja (Mares) s'est développée dans le dernier quart du XXe siècle, après que l'industrie pétrolière a développé la Magdalena Medio santandereano. Au début du XXIe siècle, les districts des rivières Opón et Carare se sont développés et ont réclamé de devenir des provinces, ce qui leur a été refusé, mais l'ex-gouverneur Hugo Aguilar Naranjo a créé un modèle légal mais innovateur d'organisation territoriale appelé Nucleo de Desarrollo Provincial (Noyau de Développement Provincial).
Les provinces sont une relique identitaire sans une existence politique - administrative réelle, puisque des fonctionnaires provinciaux n'existent pas comme au XIXe siècle (un préfet, un gouverneur, une chambre provinciale), mais la Constitution de 1991 a ouvert la possibilité de les restaurer comme entités de planification régionale avec concertation des municipalités.
Le Santander a eu dans son histoire 33 présidents de l'État et 65 gouverneurs titulaires, les six derniers ayant été élus. Trois présidents de la République sont nés dans le Santander : le général Custodio García Rovira en 1814, le colonel Fernando Serrano Uribe en 1816 et Aquileo Parra entre 1868 et 1870.
Le Santander a été touché par le conflit armé colombien. En 2012, le département enregistre un des plus faibles taux de désertion parmi les membres de groupes armés intégrés dans le programme de réinsertion national. 1 460 personnes en ont bénéficié dans le département, dont 60 % d'anciens membres des AUC.
Le département compte 4 235 disparus à cause du conflit armé, leur corps n'ayant jamais été retrouvé.

La Province de Socorro en 1810.
La Province de Socorro en 1855.
L'État souverain de Santander en 1863.
Le département de Santander à partir de 1910.

## Politique

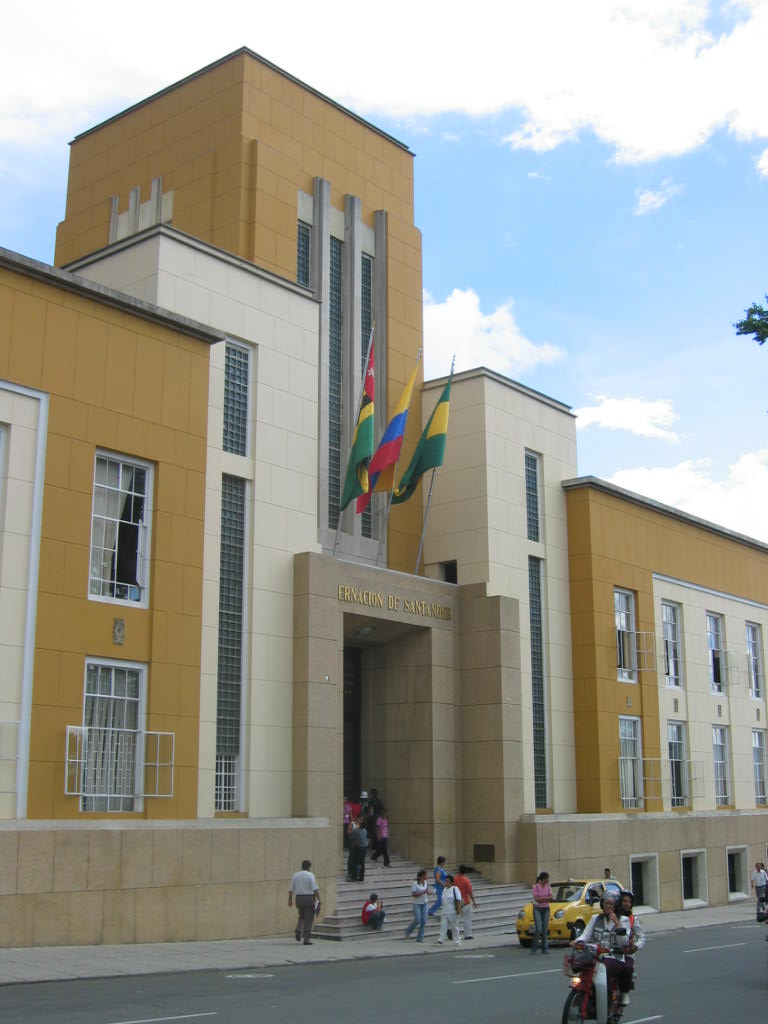
Gobernación du Santander, Bucaramanga.

Dans le département les idées politiques se trouvent dans des aspects distincts idéologiques. Ils ont historiquement existé depuis son origine comme département les partis principaux politiques de la Colombie, le parti conservateur, le parti libéral.

## Division territoriale
Le Santander est divisé en 87 municipalités, organisées dans 6 provinces régionales : Comunera, Garcia Rovira, Guanentá, Mares, Soto et Vélez. Pour des effets gouvernementaux elle est organisée dans 8 Nucleos de Desarrollo Provincial (Noyaux de Développement Provincial) : Guanentá, Garcia Rovira, Comuneros, Mares, Metropolitana, Vélez, Carare - Opón et Soto.

## Géographie

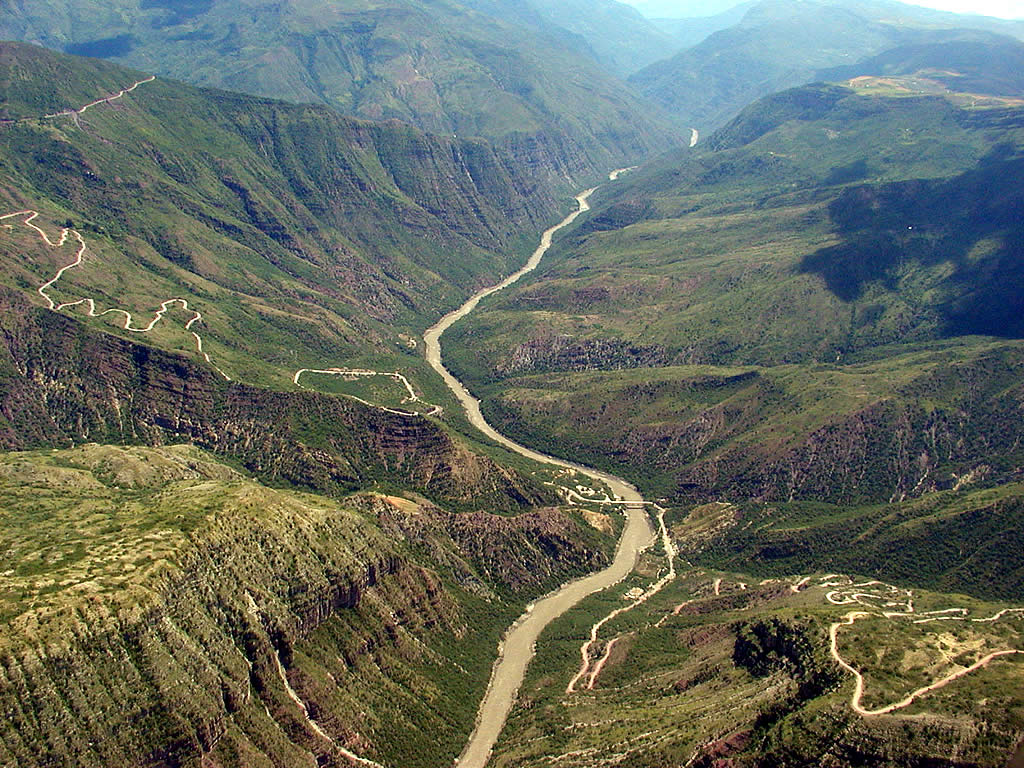
Canyon du Chicamocha de la route entre Girón et Zapatoca.

Santander occupe dans le pays la quatrième place après Valle del Cauca par son importance démographique et économique. Il est composé de 87 municipalités et recouvre 30 537 kilomètres carrés, soit 2,7 % du territoire national.

### Montagnes, plateaux et volcans
Les montagnes les plus élevées, dépassant 3000 m, sont : 
- Alto de la Colorada (4440 m);
- Páramo de la Rusia (4320 m) ;
- Picacho del Ture (4300 m) ;
- Páramo de Cachirí (4220 m) ;
- Páramo Rico (4200 m) ;
- Páramo del Almozadero (4093 m) ;
- Peña de Saboyá (4003 m) ;
- Menempa (3750 m)
- Alto de Tisquizoque (3700 m) ;
- Páramo de Santurbán (3700 m) ;
- Alto de Tona (3700 m) ;
- Páramo de Guaca (3500 m) ;
- Cerro de Armas (3400 m) ;
- Páramo de Encino (3370 m) ;
- Páramo de Onzaga (3361 m) ;
- Cerro de Tisquizoque (3326 m) ;
- Mesa de Juan Rodríguez (3050 m) ;
- Cerro de Peñablanca (3002 m).

Les plateaux, vastes étendues plates à l'intérieur du système montagneux sont : 
- Bucaramanga,
- Ruitoque dans Floridablanca,
- Berlin dans Tona,
- Barichara,
- Plan de Armas dans la municipalité de Santa Helena del Opón,
- la Mesa de Jéridas ou de los Santos dans les municipalités de Piedecuesta et Los Santos.

Dans juridiction de Rionegro, à quelques kilomètres de Bucaramanga, se trouve le plus grand volcan qui existe au Santander. Il est éteint et on le connaît comme "Le Lion de l'Amérique". Dans un passé lointain c'était l'un des plus violents. Le Volcan de La Teta dans Matanza, le suit en importance.
Séparé du corps de la cordillère, au centre du département, se trouve un ensemble montagneux d'altitude moyenne : la Montagne des Yariguies. Elle occupe des secteurs des municipalités de Zapatoca, Betulia, Galan, El Hato, Palmar, Simacota, Palmas del Socorro, Chima, Contratacion, Guacamayo, Guadalupe, San Vicente y El Carmen de Chucurí. Le Col du Río Minier au sud du département, permet d'accéder aux municipalités de La Belleza, Florián, Sucre et Bolivar.

### Rivières et plans d'eau
La plupart des cours d'eau sont affluents de la rivière Magdalena. Elle court du sud au nord sur une longueur de 289 km.
La région de la moyenne Magadalena est riche en marécages où le poisson est exploité; les plans d'eau y sont propices à la pratique de sports aquatiques. Les plus importantes sont : San Silvestre, Opón, El Tigre, El Llanito et Chucurí à Barrancabermeja, La Torcoroma, Yarirí et La Doncella à Puerto Wilches. Toutes sont placées à une hauteur un milieu de 200 msnm.

## Société

### Démographie
Selon le recensement de 2005, le département totalise 1 958 000 habitants, dont 971 000 hommes, 987 000 femmes et 752 000 mineurs. 75 % vivent dans l'Aire Métropolitaine et 300 000 personnes du département sont des déplacés intérieurs.
63 % des municipalités du département ont moins de 10 000 habitants. Celles-ci sont orientées vers l'économie rurale. Ce sont les municipalités à la topographie la plus accidentée puisqu'elles sont situées dans la cordillère des Andes. Vingt-sept municipalités ont entre 1 000 et 4 999 et 29 entre 4 999 et 9 999 habitants. Bucaramanga, Floridablanca, Barrancabermeja, Girón et Piedecuesta sont les villes les plus peuplées.
578 054 habitants vivent dans la pauvreté et 211 071 dans la misère, le reste des habitants vit dans de bonnes ou très bonnes conditions.
 Ethnographie : Métis et Blancs des (97,72 %), Afro-colombiens (2,15 %), Amérindiens (0,12 %) et Gitans (0,01 %).

### Sécurité et lutte antidrogue
Fin juillet 2012, le président colombien Juan Manuel Santos déclare qu'à la fin de l'année 2012, le Santander deviendra le premier département colombien libre de toute culture de coca.

## Économie
Les principales occupations économiques exercées par les Santandereanos sont l'agriculture, l'élevage, le commerce, le travail dans les mines et les services.

## Culture

### Patrimoine
Le Santander possède 59 monuments nationaux.